# Меня зовут Сара
«Меня зовут Сара» (англ. My Name Is Sarah) — драма, не рекомендуемая детям до 18 лет[кем?]. В России был показан на русской версии телеканала Hallmark.

## Сюжет
Сара Уинстон одинока и несчастна. Она решается на отчаянный шаг. В надежде завязать отношения хоть с кем-нибудь она отправляется на собрание организации «Анонимные алкоголики». Она знакомится с Чарли, у них завязывается любовь. Но Сара не алкоголик. Она должна признаться своему любимому, что обманула его.

## В ролях
| Актёр              | Роль          |
| ------------------ | ------------- |
| Дженнифер Билз     | Сара Уинстон  |
| Питер Аутербридж   | Чарли Мэннинг |
| Нолан Джерард Фанк | Кит Петерсон  |
| Кристал Бабл       | Дарл          |
| Сара Эдмондсон     | Оливия        |
| Кен Крамер         | Лео           |